# 5338 Michelblanc
5338 Michelblanc (1991 RJ5) là một tiểu hành tinh vành đai chính được phát hiện ngày 13 tháng 9 năm 1991 bởi H. E. Holt ở Palomar.